# Юникард
Юникард — универсальная накопительная карта, действующая в рамках программы лояльности компании «Юниверсал Кард Корпорейшен». Юникард является популярной накопительной картой в Грузии. Первая карта Юникард была выпущена в 2010 году, ее можно было проводить более чем в 100 партнерских компаниях, и в целом она объединяла более 500 торговых точек и пунктов оказания услуг. С 2016 года в программу лояльности «Юниверсал Кард Корпорейшен» вовлечено более 250 компаний.

## История
Компания «Юниверсал Кард Корпорейшен» была основана в 2009 году. Выдача первых карт Юникард в масштабе города Тбилиси началась 7 апреля, 2010 года. С 2011 года Юникард начали раздавать в регионах Грузии.
С 2016 года в программу лояльности «Юниверсал Кард Корпорейшен» включено до 250 компаний, которые объединяют до 4000 торговых точек и пунктов оказания услуг.